# Gumiane
Gumiane é uma comuna francesa na região administrativa de Auvérnia-Ródano-Alpes, no departamento de Drôme. Estende-se por uma área de 8,92 km². Em 2010 a comuna tinha 21 habitantes (densidade: 2,4 hab./km²).